# 豊島屋の白酒

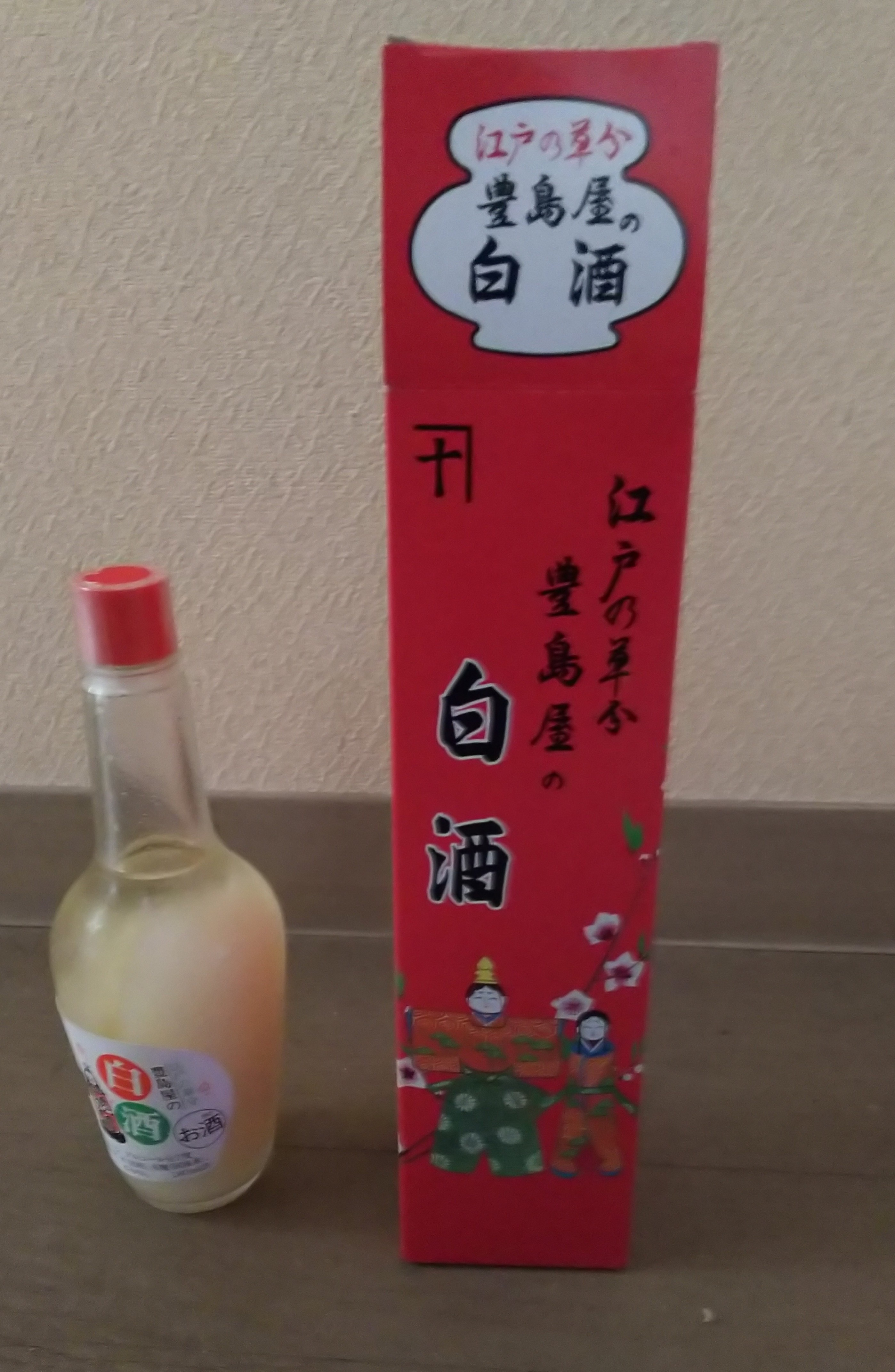
豊島屋の白酒

本項では、東京都千代田区神田猿楽町の豊島屋本店（としまやほんてん）が扱う白酒について説明する。豊島屋の白酒（としまやのしろざけ）は、江戸時代から知られる名物であり、「山なれば富士、白酒なれば豊島屋」と詠われるほどであった。毎年2月の売り始めの日には、この白酒を求める客が江戸のあちこちから大勢訪れたために半日で売り切れたと伝わる。
豊島屋の白酒は、『江戸名所図会』や川柳・狂歌などの題材として多く取り上げられた他、現代でも佐伯泰英の小説『鎌倉河岸捕物控』や平岩弓枝の小説『御宿かわせみ』に登場するなど、江戸情緒を今に伝えるものの一つである。

## 由来

### 桃の節句と白酒
かつて人間の寿命が短かった時代においては、五節句は人生の重要な節目として扱われていた。女の子の成長を祝う行事としての桃の節句は五節句の１つで、日本で古くから伝わってきた人形（ひとがた）信仰と、中国の上巳の節句が結びついて生まれたものといわれる。日本の人形信仰は、紙や草を材料として作った人形で体を撫でて穢れを人形に移して祓い、その人形を川や海に流す風習で「流し雛」の原型とされる。
中国での上巳の節句は、3月で最初の巳の日に行われていた。この日には川で身を清めて不浄を祓い、桃の花弁を入れた桃花酒（とうかしゅ）を飲むならわしがあった。桃の花には魔や穢れを祓う力があると伝わっていて、中国では神聖な木として崇められていた。ただし、日本人の味覚に桃花酒はなじまず、江戸時代からは雛祭りに白酒を飲むようになったという。桃の花には白いものがなく、すべてピンク色である。そこで桃の花色に対して白酒を用いて赤と白の対比で日と月を祀る象徴にしたと伝わる。

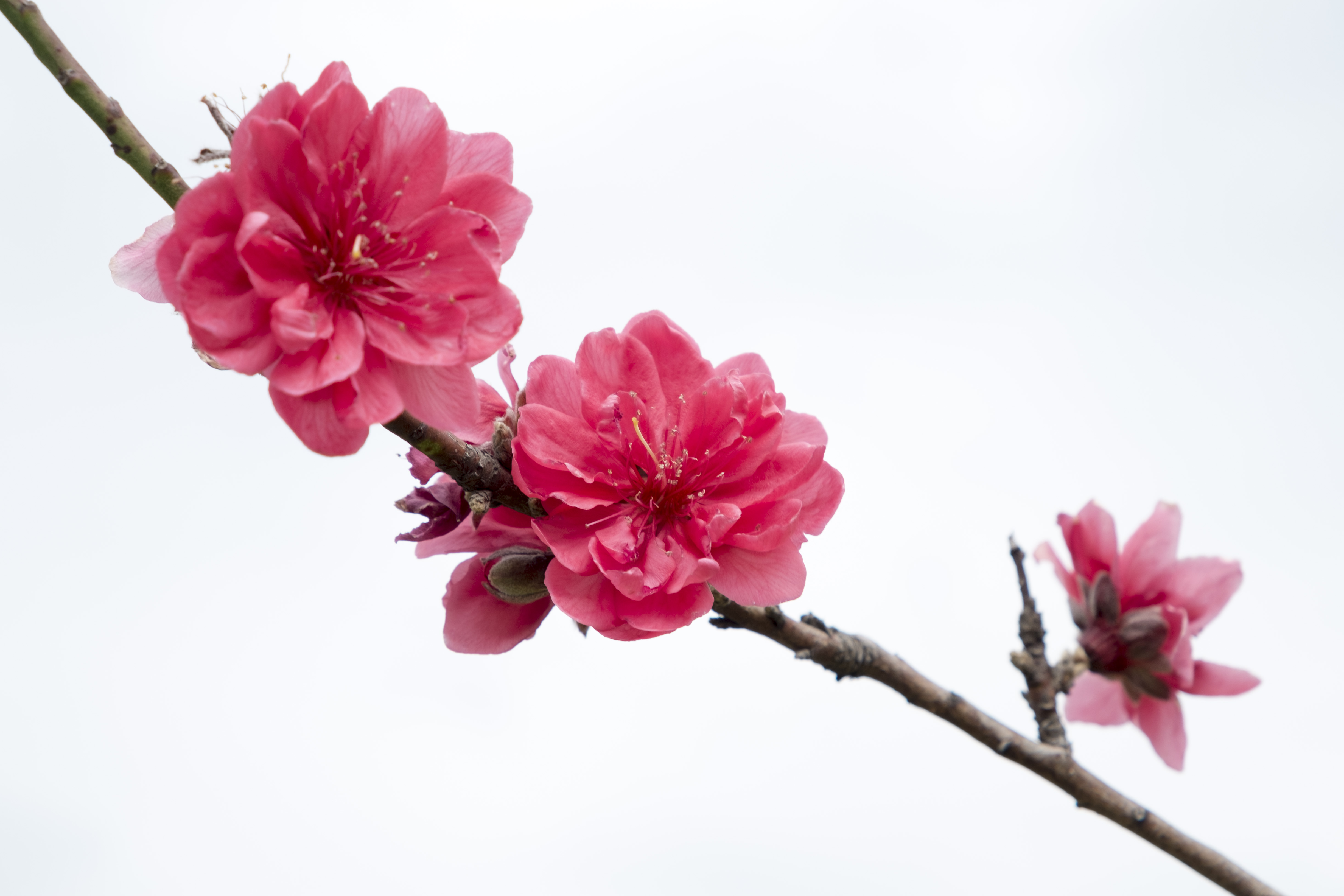
桃の花

白酒の色は邪気を祓うとされ、縁起物として扱われる。古来の製法は、上酒に蒸した糯米を加え、さらには麹も加えて仕込んだ上で7日ほど熟成させてからすりつぶしたものを濾さずに飲用とした。現在の製法に近づいたのは江戸時代中期以降で、焼酎もしくはみりんをベースに製造されるようになった。出来上がったものは甘みがあり、濃厚で白く濁っている。甘い味は下戸、婦人、子供の飲むものと評される。色白く絹を練ったようにすべすべとしていたので「練絹の酒」とも呼ばれ、「初霜」、「雪月花」などの別名でも呼ばれていた。
農学者で東京農業大学名誉教授の小泉武夫は雛祭りに白酒が用いられるようになった理由について、甘い味で女性向けということだけではなく、「白酒の色」が持つ意味にも言及している。白酒の「白」は花嫁の角隠しや白無垢などのように純粋無垢を表す色であり、白をテーマカラーとするのが女性のお祭りの特徴とする。昔の子供は、初節句を迎えることもなく死んでしまうことが多かった。子供が無事に冬を越して初節句を迎えることができればもう大丈夫であろうということで、桃（百百）の花びらを白酒に浮かべて飲ませた。これは、「百歳（ももとせ）」生きるようにという願いを含んだ習わしでもあった。

### 白酒とは
考古・歴史学者として知られる樋口清之は、1959年（昭和34年）の『食生活』3月号に掲載した「食品の歴史 白酒」で白酒の起源について「いつ頃からはじまったかは、不幸にして決定する資料が見つかりません」と記している。樋口は同記事において、白酒の祖を練酒という説を採る場合には、戦国時代にあたる1468年（応仁2年）に成立した『碧山目録』にその名がみえることを挙げて、すでにこの時期から存在したものと推定した。
既に記述したとおり、白酒は蒸した糯米に焼酎もしくはみりんを混ぜて作るものである。日本酒やビールのように発酵によってアルコール分が生成されたものではなく、すでにできあがった酒を混ぜて造り上げた「混成酒」である。
江戸時代の絵入り百科事典として知られる『和漢三才図会』（1712年（正徳2年）成立）では、その製法について「按ずるに、白酒は糯の精米七升を用て強めしとなし、一斗の酒中に漬け、固くこれを封ず。春夏は三日、秋冬は五日にして口を開き、箸をもってその飯粒を解き分け、嘗めてこれを試むるに、甘味を生ずるをもって度とばし、醅（もろみ）を連てこれを磨（ひ）く、白色乳のごとく甘味なり」と説明している。
おおよその成分は、澱粉が8パーセントあまりと糖分が28パーセント前後が固形分の主体である。白く濁った色は米の澱粉に由来するもので、甘みは多量に含まれた糖分からである。アルコール度数は5-6パーセントないし8-9パーセントで、日本酒よりは低いがビールよりは高い。
白酒で特に名高かったのは、九州・博多で造られた白酒であった。室町時代の末からその名は有名であり、既に「桃の節句と白酒」の節で述べたとおりその色合いを練絹のようだと形容されている。『和漢三才図会』より古い地誌『雍州府志』（1684年（貞享元年）成立）によると、「今処々にてこれを製す。もと筑前博多の練酒（ねりざけ）に倣いて、これをかもす。その色白きこと練のごとし。ゆえに練酒と称す」という記述があるため、博多から江戸まで製法が伝わってきたことがわかる。博多の白酒は天下一と評され、福岡藩の黒田家から徳川将軍家に毎年の献上品として選ばれていた。
江戸時代の白酒は桃の節句だけの飲み物ではなく、平時にも飲まれていたという。白酒は関東では「山川白酒」、関西では「あずま白酒」、駿河では「富士白酒」などと呼ばれていた。江戸においては、神田鎌倉河岸の豊島屋が商う白酒が広く知られていた。

### 豊島屋の創業
豊島屋は関東大震災や第二次世界大戦による空襲などの影響で古記録を失っているものの、創業は1596年（慶長元年）までさかのぼることができる。創業の地は、江戸城外堀沿いの鎌倉河岸であった
。この鎌倉河岸は江戸城の普請や修理のために城の内堀に造られたもので、相模国から船で運ばれてきた資材を鎌倉の商人たちが取り仕切っていたことからそう呼ばれるようになったと伝わる。
豊島屋の初代十右衛門は、常陸国（現在の茨城県石岡市と伝わる）の出身であった。十右衛門は鎌倉河岸で、酒屋と立ち飲み屋を兼ねた商いを始めた。当時は「下り酒」といわれた灘や伏見の酒を安価に売り、儲けはその空樽を売ることで出していた。
元文年間（1736年—1741年）の初めごろに豊島屋は店を改造して豆腐を作るようになり、店頭ではその豆腐を焼いて田楽を売り出した。自家製の豆腐を使って安価で売り出した田楽に加えて酒も安く提供したため、世間の評判となった。店には近くで働く職人たちは言うに及ばず、武士たちもこぞって店を訪れるほどであった。
文化文政期（1804年-1829年）に書かれた『我衣』という随筆では、当時の店の賑わいを次のように描写している。
豊島屋は樽酒の売値も他の店より安価だったため、大名屋敷からの注文も来るようになった。豊島屋の酒は、旗本や役人の寄合があるときには必ずその場に出されるほどに信用されていた。新川筋の酒問屋が、金回りが悪くなった際に原価割れで酒を豊島屋に持ち込むと、量の多寡を問わずにすべて引き取った。引き取った酒は一両日中に全部飲みつくされていたほどの人気であり、食文化研究家の永山久夫は「酒の「薄利多売・現金安売り」の元祖」と指摘している。
豊島屋は寛政の改革（1787年-1793年）の時期に「江戸商人十傑」（勘定所御用達の10商人）に挙げられるまでになり、徳川幕府の財政金融政策にも協力を求められるようになった。1824年（文政7年）に大坂の中川芳山堂が出版した江戸全域の買物案内書『江戸買物獨案内』では、鎌倉河岸には醤油酢問屋（豊島屋十右衛門）、明樽問屋（豊島屋十右衛門）、下り傘問屋（豊島屋甚兵衛）、畳表問屋（豊島屋甚兵衛）、瀬戸物問屋（豊島屋鉄五郎）、蕨縄問屋（豊島屋鉄五郎）などの豊島屋一族が店を並べていた。そのため、鎌倉河岸ではなく「豊島屋河岸」と言われるほどであった。

### 白酒の人気
豊島屋の名をさらに高めたのは、毎年の桃の節句前に売り出す白酒であった。桃の節句に白酒を飲んで邪気を祓うようになったのは中世末のことであるが、白酒が庶民の生活にも浸透したのは江戸時代になってからである。白酒の浸透は、桃の節句の雛祭りが豪華になっていくのと比例していて、雛祭りに欠かせないものとなっていった。
文化年間に成立した『諸国風俗問伏答』によると「雛祭りには白酒」と答える藩が多かったという。その頃の江戸では、雛祭りが近づくと白酒売りが「山川白酒」と書いた桶に赤い布をかけ、その桶を天秤棒で担いで売り歩く姿が見られた。
江戸では宮崎町の矢野屋や芝の四方屋の白酒も名高かったが、一番人気があったのは豊島屋といわれる。豊島屋は江戸での白酒の元祖として知られ、「山なれば富士、白酒なれば豊島屋」と詠われたほど名高かった。
その起源としては、次のような話が伝わっている。豊島屋の当主十右衛門（何代目かは不明とされる）が見たある夜の夢に紙の雛が現れ、白酒の製法を口伝した。夢告に従って白酒を造ってみたところ、極めて美味なものが出来上がったという。十右衛門の夢枕に現れた紙の雛は、浅草寺の境内に祀られていた淡島明神が変じた姿といい、出来上がった白酒を「江戸の草分」として売り出して江戸中に評判になったと伝わる。
白酒は桃の節句前の2月25日に売り出された。売り出しの直前にはおひろめの馬車が毎年江戸市中に繰り出し、各所で売り出しの口上を読み上げた。口上の内容は、おおよそ次のようなものであった。
売り出しの当日には、江戸のあちこちから白酒を求める人が大挙して押し寄せた。長谷川雪旦が挿絵を手がけた『江戸名所図会』の「鎌倉町豊島屋酒店白酒を商ふ図」は、当時の様子を詳しく描写している。当日は店の前に竹矢来をめぐらせて「酒醤油相休申候」の看板を掲げ、その日は白酒のみを販売した。あらかじめ客には切手を買わせ、左側の扉を入口、右側を出口とし、一方通行に並ばせた。入口上に設けた櫓には鳶と医者が待機していて、もし体調を崩した者が出た場合には鳶がとび口を用いて櫓上に引き上げ、医者が手当てをして帰宅させたという。
白酒は発売初日の昼頃には売り切れ、1400樽（560石）が空となり、売り上げは数千両に上ったといわれる。入手が容易ではなく、毎年売り始めてからわずか半日で売り切れになる始末だったので、男女の関係になぞらえて「君はただかまくら河岸の白酒か もう切れたとはつれなかりけり」という狂歌が詠まれるほどであった。
1813年（文化10年）には、売り出し日に事故が発生した。この年は白酒の売り出し前に三河町の湯屋からのもらい火で豊島屋が半焼したため、売り出し日を変更して2月19日の半日のみとした。売り出しの時間が普段よりも短かったので、通常よりも多くの人々が白酒を買い求めに集まり、即死者1人、怪我6人という騒動に発展した。この惨状を目の当たりにした町役人が販売の中止を言い渡したものの、人々はそれを聞き入れなかったため、やむなく白酒を再度売り出すこととなった。この日は半日どころか、夜半まで騒動が続いたという。
白酒の人気について、小泉武夫は前出『江戸名所図会』の「鎌倉町豊島屋酒店白酒を商ふ図」で白酒を買いに訪れている客のほとんどが男性であることに着目した。小泉は女性へのプレゼントを買いに来ているものと推定し、「日本酒は酔うための酒、辛口の、男のための酒。一方、白酒は甘い、女性向けの酒です。（中略）確かな技術力がないと、いいものができないのは同じです」と評した。「その白酒を「山なれば富士、白酒なれば豊島屋」と言われるまでにしたのですから、まさに江戸名物です」と江戸文化への貢献を称賛している。

### 幕末以降の豊島屋、そして現代へ
幕藩体制の瓦解から明治維新へと時代が激動する中で、豊島屋は武家への貸付金（一般客は現金払いだったが、武家には掛け売りを認めていた）などが回収不能となったために倒産の危機を迎えた。この頃から明治末期まで豊島屋の名は歴史資料から遠ざかるが、1900年（明治33年）に発行された『新撰東京名所図会第22編』や1911年（明治44年）に発行された『東京年中行事』という本に豊島屋が鎌倉河岸ではなく「美土代町」にあることを示す記述がみられる。ただし、口伝によると美土代町への移転は1923年（大正12年）の関東大震災の後といい、移転の時期は定かではない。
豊島屋は明治時代後期に灘の蔵で酒造りを始め、自社の日本酒「金婚」を売り出した。「金婚」という名は豊島屋12代目当主、吉村政次郎（1872年<明治5年> - 1959年<昭和34年>）の考案によるもので、明治天皇の銀婚式にあやかったものという。
白酒とみりんは大正時代から府中で製造を行い、1932年（昭和7年）1月1日刊行の「酒類製造者名簿」に府中の項で白酒（江戸の草分）、みりん（金泉）の記載が見られる。政次郎は1935年（昭和10年）4月に灘の蔵と府中の吉村酒造場（ここで白酒とみりんを製造していた）の合資会社として、豊島屋酒造を設立した。さらに政次郎は東村山の川島百蔵所有の蔵を購入して、第二次世界大戦の終戦まで清酒の醸造を小規模ながらも続けていた。
1936年（昭和11年）にはそれまで個人名義で行っていた小売業を廃して、株式会社豊島屋本店を設立した。豊島屋は第二次世界大戦の前には、白酒の販路を日本全国に広げていた。関東以北樺太までを豊島屋が担当し、九州方面などを明治屋に委託して流通させている。豊島屋では1943年（昭和18年）まで白酒を造っていたが、第二次世界大戦の戦局が悪化すると蔵は軍需工場となり、白酒の製造は中止された。
1944年（昭和19年）11月29日、B-29による爆撃で神田から大手町一帯は大きな被害を受けた。店だった場所は焼け野原と化し、焼け跡に金庫のみが残っていたという。戦争中には東村山の蔵にも爆弾が落下したが、幸い不発だったためこちらの焼失は免れた。美土代町の店は第二次世界大戦終戦後に一帯が進駐軍のモータープールとして接収されたため、猿楽町に移転して営業を再開した。
終戦後は、材料の関係で本格的なものが造れないという理由で白酒の製造を中止していた。後に白酒も東村山の蔵で古来からの製法を守って、石臼挽きでの製造を再開している。豊島屋15代目当主の吉村孝之は、石臼挽きでの製法を守り続ける理由としてグラインダーで機械的にすりつぶしたものはすぐに沈降してしまうが、石臼挽きのものは沈降の速度が非常に遅いために、きめが細かく口当たりのよい白酒ができることを説明している。
豊島屋の白酒は、1925年（大正14年）に献納を宮内省に願い出て許可を受けた。以後は雛祭りの前に皇室への納入を行うようになった。毎年2月には、豊島屋の当主が自ら白酒を秋篠宮家に届けている。豊島屋では21世紀に至っても江戸時代からの伝統を守り、白酒の売り出し時期を雛祭り前の一時期のみに限っている。

## フィクションにおける豊島屋の白酒
豊島屋の白酒は、江戸を舞台とする小説に時折登場する。その例としては、佐伯泰英の『鎌倉河岸捕物控』シリーズ、平岩弓枝の『御宿かわせみ』シリーズが挙げられる。
佐伯が『鎌倉河岸捕物控』を書き始めたきっかけは、まさに『江戸名所図会』の「鎌倉町豊島屋酒店白酒を商ふ図」を見たことだった。書き始めの頃、佐伯は豊島屋が現存して商売を続けていることを知らなかった。物語が進んでいくうちに、1通の手紙が佐伯のもとに届いた。手紙の差出人は、後に豊島屋16代目当主となる吉村俊之だった。「あの舞台はうちです」という内容に佐伯は驚いたが、それは頭の中の「平成と江戸は別物」という思い込みのせいであった。この手紙が契機となって、佐伯は現代と江戸が繋がっていることを再認識し、江戸の存在がさらに身近なものになったという。
『鎌倉河岸捕物控』の第一話『仇討ち』では、物語に豊島屋の白酒売りが登場する。そして登場人物の「しほ」は豊島屋の看板娘という設定であり、後に続くシリーズを通して重要な役割を果たすことになる。
平岩の『御宿かわせみ』では、『筆屋の女房』（『夜鴉おきん 御宿かわせみ12』に収録）と『秘曲』（『秘曲 御宿かわせみ18』の表題作）で豊島屋の白酒に触れている。そのうち『筆屋の女房』は、白酒にまつわる虚言から始まる悶着を描き出した作品である。